# Mistrzostwa Świata Juniorów w Curlingu 2023
Mistrzostwa Świata Juniorów w Curlingu 2023 – turniej, który odbył się w dniach 25 lutego - 4 marca 2023 w niemieckim Füssen. Mistrzami świata juniorów zostali Chińczycy, a mistrzyniami świata juniorek Szkotki.
W turnieju wzięło udział po 10 drużyn męskich i żeńskich reprezentujących 13 państw.

## Gospodarz
Niemcy gościły mistrzostwa świata juniorów w curlingu po raz trzeci (poprzednio w 2000), natomiast Füssen po raz drugi (poprzednio w 1988).

## Kwalifikacje
Do turnieju zakwalifikowało się 6 najlepszych reprezentacji z ostatnich mistrzostw oraz reprezentacje Niemiec, które otrzymały miejsce jako gospodarze. Stawkę uzupełniły 3 najlepsze drużyny Mistrzostw Świata Juniorów Dywizji B 2022.

### Dziewczęta
- gospodarz: Niemcy
- 6 najlepszych reprezentacji z Mistrzostwa Świata Juniorów 2022: Japonia, Szwecja, Stany Zjednoczone, Norwegia,  Szwajcaria, Łotwa
- 3 najlepsze reprezentacje Mistrzostw Świata Juniorów Dywizji B 2022: Kanada, Szkocja, Korea Południowa

### Chłopcy
- gospodarz: Niemcy
- 6 najlepszych reprezentacji z Mistrzostwa Świata Juniorów w Curlingu 2022: Szkocja, Kanada, Norwegia, Szwajcaria, Stany Zjednoczone, Korea Południowa
- 3 najlepsze reprezentacje Mistrzostw Świata Juniorów Dywizji B 2022: Chiny, Włochy, Turcja

## Dziewczęta

### Reprezentacje
| Japonia | Łotwa | Kanada | Korea Południowa | Niemcy |
| --- | --- | --- | --- | --- |
| Skip: Yuina Miura Trzecia: Ai Matsunaga Druga: Yui Ueno Otwierająca: Eri Ogihara Rezerwowa: Yuna Sakuma                     | Skip: Evelīna Barone Trzecia: Rēzija Ieviņa Druga: Veronika Apse Otwierająca: Ērika Patrīcija Bitmete Rezerwowa: Marija Seliverstova | Skip: Emily Deschenes Trzecia: Lauren Ferguson Druga: Alison Umlah Otwierająca: Cate Fitzgerald                    | Skip: Kang Bo-bae Trzecia: Jo Ju-hee Druga: Kim Na-yeon Otwierająca: Lee You-sun Rezerwowa: Cheon Hee-seo                | Czwarta: Kim Sutor Skip: Sara Messenzehl Druga: Zoe Antes Otwierająca: Anne Kapp Rezerwowa: Elisa Scheurel      |
| Norwegia | Stany Zjednoczone | Szkocja | Szwajcaria | Szwecja |
| Skip: Torild Bjørnstad Trzecia: Nora Østgård Druga: Ingeborg Forbregd Otwierająca: Eilin Kjaerland Rezerwowa: Siri Østågard | Skip: Tessa Thurlow Trzecia: Jordan Hein Druga: Miranda Scheel Otwierająca: Amelia Hintz Rezerwowa: Anne O'Hara                      | Skip: Fay Henderson Trzecia: Robyn Munro Druga: Holly Wilkie-Milne Otwierająca: Laura Watt Rezerwowa: Amy Mitchell | Skip: Xenia Schwaller Trzecia: Selina Gafner Druga: Fabienne Rieder Otwierająca: Marion Wüest Rezerwowa: Selina Rychiger | Skip: Moa Dryburgh Trzecia: Thea Orefjord Druga: Moa Tjärnlund Otwierająca: Moa Nilsson Rezerwowa: Erika Ryberg |

### Round Robin
| Państwo           | W | P |
| ----------------- | - | - |
| Szwajcaria        | 9 | 0 |
| Norwegia          | 7 | 2 |
| Szkocja           | 6 | 3 |
| Japonia           | 6 | 3 |
| Szwecja           | 5 | 4 |
| Korea Południowa  | 4 | 5 |
| Stany Zjednoczone | 3 | 6 |
| Kanada            | 2 | 7 |
| Niemcy            | 2 | 7 |
| Łotwa             | 1 | 8 |

     Kwalifikacja do fazy play-off

### Play-off
|  |           |            |           |         |   |       |         |       |
|  | Półfinały | Półfinały  | Półfinały |         |   | Finał | Finał   | Finał |
|  | Półfinały | Półfinały  | Półfinały |         |   | Finał | Finał   | Finał |
|  |           |            |           |         |   |       |         |       |
|  |           |            |           |         |   |       |         |       |
|  | 1         | Szwajcaria | 5         |         |   |       |         |       |
|  | 1         | Szwajcaria | 5         |         |   |       |         |       |
|  | 4         | Japonia    | 7         |         |   |       |         |       |
|  | 4         | Japonia    | 7         |         |   | 4     | Japonia | 7     |
|  |           |            |           |         |   | 4     | Japonia | 7     |
|  |           |            | 3         | Szkocja | 9 |       |         |       |
|  | 2         | Norwegia   | 3         | Szkocja | 9 | 5     |         |       |
|  | 2         | Norwegia   |           |         |   |       |         |       |
|  | 3         | Szkocja    | 6         |         |   |       |         |       |
|  | 3         | Szkocja    | 6         |         |   |       |         |       |
|  |           |            |           |         |   |       |         |       |

|  |                   |            |   |
|  | Mecz o 3. miejsce |            |   |
|  |                   |            |   |
|  |                   |            |   |
|  |                   |            |   |
|  | Szwajcaria        | Szwajcaria | 5 |
|  | Szwajcaria        | Szwajcaria | 5 |
|  | Norwegia          | Norwegia   | 8 |
|  | Norwegia          | Norwegia   | 8 |
|  |                   |            |   |

#### Półfinały
| Państwo | Państwo    | 1 | 2 | 3 | 4 | 5 | 6 | 7 | 8 | 9 | 10 | Ogółem |
|         | Szwajcaria | 0 | 3 | 0 | 0 | 0 | 1 | 0 | 0 | 1 | 0  | 5      |
|         | Japonia    | 1 | 0 | 2 | 0 | 0 | 0 | 0 | 1 | 0 | 3  | 7      |

| Państwo | Państwo  | 1 | 2 | 3 | 4 | 5 | 6 | 7 | 8 | 9 | 10 | Ogółem |
|         | Norwegia | 0 | 0 | 1 | 1 | 1 | 0 | 0 | 2 | 0 | 0  | 5      |
|         | Szkocja  | 0 | 1 | 0 | 0 | 0 | 3 | 0 | 0 | 0 | 2  | 6      |

#### Mecz o 3. miejsce
| Państwo | Państwo    | 1 | 2 | 3 | 4 | 5 | 6 | 7 | 8 | 9 | 10 | Ogółem |
|         | Szwajcaria | 0 | 2 | 0 | 1 | 0 | 0 | 1 | 0 | 1 | 0  | 5      |
|         | Norwegia   | 0 | 0 | 2 | 0 | 3 | 1 | 0 | 1 | 0 | 1  | 8      |

#### Finał
| Państwo | Państwo | 1 | 2 | 3 | 4 | 5 | 6 | 7 | 8 | 9 | 10 | Ogółem |
|         | Japonia | 0 | 0 | 2 | 2 | 0 | 2 | 0 | 1 | 0 | 0  | 7      |
|         | Szkocja | 0 | 3 | 0 | 0 | 1 | 0 | 0 | 0 | 3 | 2  | 9      |

### Klasyfikacja końcowa
|  | Mistrzynie świata juniorów     |
|  | Wicemistrzynie świata juniorów |
|  | 3 miejsce                      |
|  | Spadek do dywizji B            |

| Państwo           | Skip             |
| ----------------- | ---------------- |
| Szkocja           | Fay Henderson    |
| Japonia           | Yuina Miura      |
| Norwegia          | Torild Bjørnstad |
| Szwajcaria        | Xenia Schwaller  |
| Szwecja           | Moa Dryburgh     |
| Korea Południowa  | Kang Bo-bae      |
| Stany Zjednoczone | Tessa Thurlow    |
| Kanada            | Emily Deschenes  |
| Niemcy            | Sara Messenzehl  |
| Łotwa             | Evelīna Barone   |

## Chłopcy

### Reprezentacje
| Chiny | Kanada | Korea Południowa | Niemcy | Norwegia |
| --- | --- | --- | --- | --- |
| Skip: Fei Xueqing Trzeci: Guan Tianqi Drugi: Li Zhichao Otwierający: Xie Xingyin Rezerwowy: Ye Jianjun           | Skip: Landan Rooney Trzeci: Scott Mitchell Drugi: Jacob Jones Otwierający: Austin Snyder Rezerwowy: Connor Deane | Skip: Kim Eun-bin Trzeci: Kim Hyo-jun Drugi: Pyo Jeong-min Otwierający: Kim Jun-hun                                   | Skip: Benjamin Kapp Trzeci: Felix Messenzehl Drugi: Johannes Scheuerl Otwierający: Mario Trevisiol Rezerwowy: Adrian Enders | Czwarty: Grunde Buraas Skip: Lukas Høstmælingen Drugi: Magnus Lillebø Otwierający: Tinius Haslev Nordbye Rezerwowy: Sander Moen |
| Stany Zjednoczone                                                                                                | Szkocja | Szwajcaria | Turcja | Włochy |
| Skip: Ethan Sampson Trzeci: Kevin Tuma Drugi: Coleman Thurston Otwierający: Marius Kleinas Rezerwowy: Jake Zeman | Skip: Orrin Carson Trzeci: Logan Carson Drugi: Archie Hyslop Otwierający: Charlie Gibb Rezerwowy: Scott Hyslop   | Czwarty: Philipp Hösli Skip: Jan Iseli Drugi: Maximilian Winz Otwierający: Sandro Fanchini Rezerwowy: Andreas Gerlach | Skip: Serkan Karagöz Trzeci: Selahattin Eser Drugi: Mehmet Bayramoğlu Otwierający: Bilal Nerse Rezerwowy: Muhammed Zenit    | Skip: Giacomo Colli Trzeci: Francesco de Zanna Drugi: Simone Piffer Otwierający: Stefano Gilli Rezerwowy: Francesco Vigliani    |

### Round Robin
| Państwo           | W | P |
| ----------------- | - | - |
| Niemcy            | 7 | 2 |
| Szkocja           | 7 | 2 |
| Chiny             | 6 | 3 |
| Norwegia          | 5 | 4 |
| Włochy            | 5 | 4 |
| Szwajcaria        | 5 | 4 |
| Stany Zjednoczone | 4 | 5 |
| Kanada            | 3 | 6 |
| Korea Południowa  | 2 | 7 |
| Turcja            | 1 | 8 |

     Kwalifikacja do fazy play-off

### Play-off
|  |           |           |           |       |   |       |        |       |
|  | Półfinały | Półfinały | Półfinały |       |   | Finał | Finał  | Finał |
|  | Półfinały | Półfinały | Półfinały |       |   | Finał | Finał  | Finał |
|  |           |           |           |       |   |       |        |       |
|  |           |           |           |       |   |       |        |       |
|  | 1         | Niemcy    | 9         |       |   |       |        |       |
|  | 1         | Niemcy    | 9         |       |   |       |        |       |
|  | 4         | Norwegia  | 6         |       |   |       |        |       |
|  | 4         | Norwegia  | 6         |       |   | 1     | Niemcy | 7     |
|  |           |           |           |       |   | 1     | Niemcy | 7     |
|  |           |           | 3         | Chiny | 8 |       |        |       |
|  | 2         | Szkocja   | 3         | Chiny | 8 | 1     |        |       |
|  | 2         | Szkocja   |           |       |   |       |        |       |
|  | 3         | Chiny     | 8         |       |   |       |        |       |
|  | 3         | Chiny     | 8         |       |   |       |        |       |
|  |           |           |           |       |   |       |        |       |

|  |                   |          |    |
|  | Mecz o 3. miejsce |          |    |
|  |                   |          |    |
|  |                   |          |    |
|  |                   |          |    |
|  | Norwegia          | Norwegia | 4  |
|  | Norwegia          | Norwegia | 4  |
|  | Szkocja           | Szkocja  | 11 |
|  | Szkocja           | Szkocja  | 11 |
|  |                   |          |    |

#### Półfinały
| Państwo | Państwo  | 1 | 2 | 3 | 4 | 5 | 6 | 7 | 8 | 9 | 10 | Ogółem |
|         | Niemcy   | 2 | 0 | 2 | 0 | 0 | 0 | 1 | 2 | 0 | 2  | 9      |
|         | Norwegia | 0 | 2 | 0 | 2 | 0 | 1 | 0 | 0 | 1 | 0  | 6      |

| Państwo | Państwo | 1 | 2 | 3 | 4 | 5 | 6 | 7 | 8 | 9 | 10 | Ogółem |
|         | Szkocja | 0 | 0 | 1 | 0 | 0 | 0 | 0 | 0 | 0 | X  | 1      |
|         | Chiny   | 0 | 0 | 0 | 2 | 0 | 0 | 1 | 1 | 4 | X  | 8      |

#### Mecz o 3. miejsce
| Państwo | Państwo  | 1 | 2 | 3 | 4 | 5 | 6 | 7 | 8 | 9 | 10 | Ogółem |
|         | Norwegia | 0 | 1 | 0 | 0 | 2 | 0 | 1 | 0 | 0 | X  | 4      |
|         | Szkocja  | 3 | 0 | 1 | 1 | 0 | 3 | 0 | 1 | 2 | X  | 11     |

#### Finał
| Państwo | Państwo | 1 | 2 | 3 | 4 | 5 | 6 | 7 | 8 | 9 | 10 | Ogółem |
|         | Niemcy  | 0 | 2 | 0 | 0 | 1 | 0 | 2 | 1 | 1 | 0  | 7      |
|         | Chiny   | 0 | 0 | 3 | 1 | 0 | 3 | 0 | 0 | 0 | 1  | 8      |

### Klasyfikacja końcowa
|  | Mistrzowie świata juniorów     |
|  | Wicemistrzowie świata juniorów |
|  | 3 miejsce                      |
|  | Spadek do dywizji B            |

| Państwo           | Skip               |
| ----------------- | ------------------ |
| Chiny             | Fei Xueqing        |
| Niemcy            | Benjamin Kapp      |
| Szkocja           | Orrin Carson       |
| Norwegia          | Lukas Høstmælingen |
| Włochy            | Giacomo Colli      |
| Szwajcaria        | Jan Iseli          |
| Stany Zjednoczone | Ethan Sampson      |
| Kanada            | Landan Rooney      |
| Korea Południowa  | Kim Eun-bin        |
| Turcja            | Serkan Karagöz     |